# The Village Voice
The Village Voice es un periódico de noticias y cultura de Estados Unidos, conocido por ser el primer periódico semanal alternativo del país. Fundado en 1955 por Ed Fancher, Dan Wolf, John Wilcock, y Norman Mailer, la Voz empezó como una plataforma para la comunidad creativa de la ciudad de Nueva York.
En el periódico han publicado artículos escritores como Ezra Pound, Henry Miller, Barbara Garson, Katherine Anne Porter, M.S.Cone, James Baldwin, E.E. Cummings, Nat Hentoff y Ted Hoagland.
En octubre de 2015, The Village Voice cambió de dueño y rompió todos los lazos con la antigua empresa matriz Voice Media Group (VMG). The Voice anunció el 22 de agosto de 2017 que dejaría de publicar su edición impresa y se convertiría en una empresa completamente digital. La edición impresa final, con una foto de 1965 de Bob Dylan en la portada, se distribuyó el 21 de septiembre de 2017.
Desde el cese de la publicación impresa en 2017, Voice ofrece cobertura diaria de información a través de su sitio web.
Desde su fundación, The Village Voice ha recibido tres premios Pulitzer, el National Press Foundation Award y el George Polk Award.